# Joanna Kaczyńska
Joanna Kaczyńska (ur. 14 marca 1971 w Warszawie) – polska scenograf filmowa, dekorator wnętrz i kostiumograf.
Absolwentka Wydziału Projektowania Mody Gerrit Rietveld Academie w Amsterdamie. Nominowana do Polskiej Nagrody Filmowej, Orzeł 2010 za scenografię do filmu Wojna polsko-ruska. Członek Polskiej Akademii Filmowej.

## Wybrana filmografia
scenografia:
- Chaos (2005)
- Wojna polsko-ruska (2009)
- Essential Killing (2010)
- Pokaż kotku co masz w środku (2011)
- Listy do M. (2011)
- Dzień kobiet (2012)
- Krew z krwi (2012) – serial
- 11 minut (2015)

dekoracja wnętrz:
- Ranczo (2006-2015) – serial, odc. 1-13
- Nadzieja (2006)
- Listy do M. (2011)

kostiumy:
- Nieruchomy poruszyciel (2008)
- Cztery noce z Anną (2008)